# Wynn Roberts
Wynn Roberts (ur. 1 marca 1988 w Fergus Falls, Minnesota, Stany Zjednoczone) – amerykański biathlonista, występujący w reprezentacji Stanów Zjednoczonych od 2009 roku.
Startował na Igrzyskach w Vancouver. W biegu indywidualnym zajął 88. miejsce.
W 2010 roku został Mistrzem Stanów Zjednoczonych w biegu pościgowym na 12,5 km.